# Tongues of Flame (film, 1918)
Pour les articles homonymes, voir Tongues of Flame.
Pour plus de détails, voir Fiche technique et Distribution.
Tongues of Flame est un film muet américain réalisé par Colin Campbell et sorti en 1918.

## Fiche technique
- Réalisation : Colin Campbell
- Scénario : Lanier Bartlett, d'après une histoire de Bret Harte
- Genre : Film dramatique, Western
- Date de sortie : 
  - États-Unis : 2 décembre 1918

## Distribution
- Marie Walcamp : Teresa
- Gayne Whitman : L'Eau Darmant
- Alfred Allen : Shérif Dunn
- Hugh Sutherland : Jack Bruce
- J. P. Wild : Révérend Wynn
- Lillian Clark : Nellie Wynn